# Hans Oster
Hans Paul Oster (Dresden, 9 augustus 1887 - Flossenbürg, 9 april 1945) was een Duits beroepsofficier in de Duitse Wehrmacht en een vastberaden tegenstander van Hitler en het nazisme. Hij was een centrale persoon in het verzet van Duitse legerofficieren tegen Hitler.
Oster werd geboren in een lutherse predikantenfamilie. In 1907 werd hij beroepssoldaat. Hij nam deel aan de Eerste Wereldoorlog, en eindigde als officier bij de generale staf. In de jaren van de hyperinflatie wist hij het familievermogen in stand te houden door 's ochtends een uurtje voor het werk met grote bedragen op de beurs te speculeren. In 1929 werd hij wegens een 'erezaak' met de vrouw van een hoge ambtenaar gedwongen de dienst te verlaten.
Hij vond een baan bij het 'Forschungsamt' van Hermann Göring, maar werd kort daarna door een oude kennis, Wilhelm Canaris, in 1935 gerekruteerd voor de Abwehr de Duitse contraspionage. Hier werd hij als hoofd van de afdeling Personen en Financiën de rechterhand van Canaris. Beide mannen waren nationaal-conservatief en één in hun afwijzing van het Nationaalsocialisme.
Een staatsgreep waarbij zowel deze beide mannen als anderen betrokken waren ging door een vreedzame oplossing van de Sudetencrisis niet door. Zijn beste persoonlijke vriend was de Nederlandse militair attaché in Berlijn, majoor Bert Sas. De twee ontmoetten elkaar vaker, en via Bert Sas gaf Oster de details van 'Fall Gelb' aan Nederland door. Onder de gegevens die hij doorspeelde, - maar die in Den Haag niet al te serieus werden genomen -  waren niet alleen de steeds door Hitler veranderde aanvalsdata voor de aanval op Nederland, maar ook de datum voor die op Denemarken en Noorwegen, de inzet van parachutisten voor de gevangenname van het Nederlands koninklijk huis, en de aanvalsroute van de 9e pantserdivisie.
Toen de Duitse legerleiding duidelijk werd dat de aanvalsplannen op Den Haag waren verraden, ging de verdenking uit naar Oster vanwege zijn vriendschap met Sas. Canaris wist echter een eigen onderzoek in de archieven van de Nederlandse inlichtingendienst te starten,  waarbij tegen Oster niets belastends kon worden gevonden.
Oster verleende ook hulp aan Joden. De verdenking hiervan leidde tot zijn ontslag in 1943. Na de aanslag op Hitler op 20 juli 1944 werd Oster gearresteerd. Enkele dagen voor Amerikaanse troepen het concentratiekamp Flossenbürg bereikten, op 9 april 1945, werd Oster daar met Wilhelm Canaris en Dietrich Bonhoeffer, opgehangen.

## Militaire loopbaan
- Fahnenjunker: 18 maart 1907[2]
- Leutnant: 18 augustus 1908 (bevorderingsakte van 14 februari 1907)[2]
- Oberleutnant:
- Hauptmann: 16 april 1918[2]
- Major: 1 maart 1929[2]
- Oberstleutnant: 1 december 1935[2]
- Oberst: 1 april 1939[2]
- Generalmajor: 1 december 1942[2]

## Decoraties
- IJzeren Kruis 1914, 1e Klasse en 2e Klasse[2]